# Vila de Rei (freguesia)
Vila de Rei es una freguesia portuguesa del concelho de Vila de Rei, con 142,02 km² de superficie y  habitantes (2001). Su densidad de población es de 17,6 hab/km².